# Борислав
Борислав је мушко словенско име, које се највише користи у Русији, Бугарској и Србији. Представља кованицу речи „борба“ и „слава“ и значи „слава у боју“.

## Историјат
У 12. веку бан у Босни је прозван Борић (деминутив од Борислав), чији је син био познати бан Кулин. Управо се овај бан у народу помиње као онај који је припадао најудаљенијој прошлости („од Кулина бана...“), што говори о старости оба имена.

## Имендани
Имендан се слави у Бугарској 2. маја.

## Популарност
Занимљиво је да је у јужној Аустралији ово име 2004. године било на 1.501. месту по популарности.

## Изведена имена
Од овог имена изведена су имена Борисав, Борисава, Борислава, Бориславка, Борић, Борица и Бориша. Борисав је руско име са значењем „борац“, „ратник“.